# Hiro Takachiho
Hiro Takachiho es un personaje ficticio, un superhéroe que aparece en los cómics estadounidenses publicados por Marvel Comics. Su primera aparición fue en Sunfire & Big Hero 6 #1 y fue creada por Steven T. Seagle y Duncan Rouleau.
El personaje es conocido como Hiro Hamada con la voz de Ryan Potter en la película Big Hero 6  y en la serie de televisión y medios relacionados. Es un joven prodigio de la robótica que ayuda a formar el grupo de superhéroes Big Hero 6 para proteger la ciudad. El personaje también cambia a mitad japonés y mitad caucásico. Hamada también usa un traje de protección cuando vuela en Baymax.

## Historia de la publicación
Creado por Steven T. Seagle y  Duncan Rouleau en su tiempo libre mientras trabajaba en otro proyecto, se pretendía que la primera aparición de Hiro con el resto de Big Hero 6 en Alpha Flight #17 (en diciembre de 1998). Sin embargo, el equipo apareció por primera vez en su propia miniserie de tres entregas homónimas,  escritas por Scott Lobdell e ilustradas por Gus Vásquez, que debido a problemas de programación, fue publicada antes de Alpha Flight #17. El personaje apareció junto con el equipo posteriormente en una miniserie de seis entregas las cuales fueron lanzadas por Marvel Comics en septiembre de 2008.

## Biografía ficticia
Hijo del rico industrialista Tomeo Takachiho y de Maemi Takachiho, Hiro creció en Tokio, en el abundante suburbio de Yoga, en la ciudad de Setagaya.  Sus padres notaron su brillantes intelectual en una edad temprana, y fue inscrito al preescolar a los 2 años de edad. Finalmente él fue reconocido como uno de los más brillantes niños prodigios del mundo y fue aceptado en la prestigiosa escuela privada el Instituto de Ciencias Avanzadas de Tesuka. Fue hasta que entró al Instituto de Tesuka cuando se descubrieron las habilidades de Hiro por la invención y la innovación. Él creó su primer y mejor creación hasta el momento, el synthformer robótico conocido como Monster Baymax, como un proyecto de la feria de ciencia de la escuela.
A los 13 años, Hiro fue seleccionado por el Giri, un consorcio ultrasecreto de políticos japoneses y entidades empresariales que se estableció para reclutar y entrenar operadores potenciales para un súper equipo japonés, Big Hero 6. Silver Samurai (Kenuichio Harada), el líder inicial de Big Hero 6, se acercó a la mamá de Hiro lo dejara unirse al equipo, pero ella se negó a la petición, porque quería que su hijo tuviera una vida. Entonces Silver Samurai se acercó directamente a Hiro, pero el niño no estaba impresionado con Big Hero 6. Sin embargo, después de que Everwraith secuestro a su madre, la encarnación astral de todos los muertos, debido al ataque con bombas nucleares de 1945 en Hiroshima y Nagasaki, Hiro se vio forzado a recurrir a Big Hero 6 para que lo ayudaran. Después de unir fuerzas con el equipo, en el cual también estaba su ídolo, el héroe japonés Sunfire, Hiro decidió unirse al equipo y ha sido miembro desde entonces. De hecho, cuando Silver Samurai y Sunfire dejaron Big Hero 6, Hiro fue nombrado como el líder del equipo. Él trato de seguir teniendo una vida normal y seguía asistiendo a clases en el Instituto de Tesuka, aunque sus maestros y compañeros de clases no tenían idea de que él era un agente secreto.
Hiro idolatra a Sunfire y está enamorado de Honey Lemon.

## Poderes y habilidades
Hiro es un brillante niño prodigio, competente en diversos campos de la ciencia y la tecnología, con un enfoque en biología, física y robótica. Aunque es solo un adolescente, él es un teórico visionario y un consumado machinesmith que ya ha logrado varios avances en campos como la robótica, la informática, polímeros sintéticos, la geología, la biología y las comunicaciones. Él es también un talentoso táctico y estratega.
Hiro ha construido diversos robots, siendo su primer y más avanzada creación el monstruo Baymax, un sintetizador de accionamiento hidráulico cuya inteligencia artificial se basa en los pensamientos y los recuerdos de su padre fallecido. Otro invento notable incluye: el detector de parcelas bio-atómico (B-APD), un dispositivo capaz de detectar la ubicación de reactores nucleares de tamaño humano; un traje jet-pack propulsor de vuelo que otorga sus poderes de fuego a un usuario limitado; un proyector holográfico de realidad virtual que puede producir una reconstrucción completa de eventos anteriores mediante la acumulación de información de varios flujos de datos; y gafas con una pantalla de vídeo cibernético que se pueden conectar a una gran variedad de redes de computadoras. Muchos de los inventos de Hiro (incluyendo el monstruo Baymax) se encuentran conectados a su Red Nuclear Cibernética (CCN), una red de computadoras personales móvil que utiliza para la comunicación entre sus diferentes dispositivos mecánicos.

## En otros medios

### Versión de Disney

#### Película
En la adaptación cinematográfica, Hiro, con su apellido cambiado a Hamada, y su origen étnico se convirtió en mitad blanco, mitad japonés, aparece en la película animada de 2014  Big Hero 6 de Disney, con voz de Ryan Potter. Hablando del personaje, el codirector Don Hall dijo: "Hiro está pasando de niño a hombre, es un momento difícil para un niño y algunos adolescentes desarrollan ese inevitable malhumor y actitud cansada. Afortunadamente, Ryan es un niño muy agradable. Así que sin importar lo que hizo, fue capaz de sacar ventaja del personaje de una manera que lo hizo auténtico, pero atractivo".
Hiro es un prodigio robótico de 14 años de edad cuyo robot de batalla domina las peleas de bots subterráneos de San Fransokyo. Su hermano mayor Tadashi, un estudiante del Instituto de Tecnología de San Fransokyo, lo inspira a redirigir sus esfuerzos hacia la aceptación de su programa de investigación. Después de que Tadashi muere en un incendio y una explosión en el campus, Hiro se retrae y se deprime. Más tarde forma el equipo Big Hero 6 con los colegas investigadores de Tadashi y Baymax, un robot inflable de atención médica construido por Tadashi, para detener a Yokai, el villano que mató a Tadashi al provocar el incendio.
Hiro inicialmente carece de una vida social y parece sufrir de aburrimiento intelectual. Después de la insistencia de Tadashi y de reunirse con sus amigos, se vuelve más abierto y acepta a quienes lo rodean y trata de ser amigable. También decide ser un héroe por necesidad en lugar de ser forzado a la ocupación de mala gana. También usa una armadura azul-púrpura que, por sí sola, no cumple ninguna función además de la protección. Sin embargo, cuando se combina con Baymax, el traje se magnetiza en su espalda y le permite a Hiro controlarlo mientras vuela.

#### Televisión
Hiro aparece en Big Hero 6: The Series con Potter repitiendo el papel. El primer episodio, "Baymax Returns" tiene lugar durante la última parte de la película donde Hiro reconstruye a Baymax. De repente, se ve envuelto en un complot que involucra al pisapapeles de su nuevo profesor y a su antiguo enemigo del arco, Yama. Más tarde se le da la antigua sala de laboratorio de Tadashi para que pueda tener un ambiente familiar para enfocarse.
En el episodio "Issue 188", se revela que a pesar de tener una visera que revela su rostro, algunas personas aún no pueden decir que él es parte de Big Hero 6, específicamente Karmi, una compañera que desprecia a Hiro, pero se enamora de su alter ego de superhéroe. Fred le informa a Hiro que la razón de esto es simplemente que ella "elige" ver a su alter ego como un héroe y a sí mismo como un rival académico. Además, la tía Cass tampoco está al tanto de sus heroicos esfuerzos y en un momento pensó que Hiro había vuelto a la lucha contra el bot cuando vio su mentira de dónde estaba.
En el episodio "Muirahara Woods", Hiro se muestra un poco agorafóbico al admitir a Fred que nunca ha estado fuera de San Fransokyo. Además, se siente incómodo con la naturaleza y teme a los bichos e insectos. De todos sus compañeros de equipo, él tiene lo menos en común con Wasabi con quien tuvo dificultades debido a su limpieza. Al final de "Killer App", los dos se acercan.
También se muestra que Hiro ha actualizado su traje. Sus guantes ahora tienen la capacidad de magnetizar y propulsar objetos, lo que lo hace mucho más útil en una pelea. En el episodio "Kentucky Kaiju", inventó brevemente un traje que le otorgó una fuerza estupenda llamada Nano-Dex, pero se deshizo de él cuando se convirtió en una molestia de usar. En el mismo episodio, se muestra que Hiro posiblemente sufra una variación del síndrome del hombrecito, ya que odia constantemente tener que ser salvado por sus compañeros de equipo más viejos y más capaces.
En la segunda temporada, se revela que Hiro envidia de alguna manera a otros niños que crecieron con una infancia normal. Se hace amigo de una chica llamada Megan Cruz que comienza a invitarla a salidas comunes de adolescentes; abriendo sus ojos a nuevas experiencias. Al final de la temporada, se gradúa de SFIT y acepta el diploma de Tadashi en su nombre.
En la tercera temporada, se vuelve más cercano a Karmi, con la implicación de que ambos se gustan. También, sin darse cuenta, es asignado como mentor de un estudiante llamado Rishi Patel, que es más joven que él cuando comenzó a asistir a SFIT.

#### Videojuegos
- Hiro aparece en Disney Infinity 2.0 y Disney Infinity 3.0, con base en su aparición en el 2014.
- Hiro también aparece en Kingdom Hearts III con el resto de Big Hero 6.[22]